# Congettura di Levy
In teoria dei numeri, la congettura di Levy ipotizza che tutti gli interi dispari maggiori di 5 possono essere rappresentati come somma di un numero primo dispari e del doppio di un altro primo. Algebricamente, equivale a dire che  2n + 1 = p + 2q ha sempre soluzione per p e q primi (non necessariamente distinti) per n > 2. 
Ad esempio, 47 = 13 + 2 × 17 = 37 + 2 × 5 = 41 + 2 × 3 = 43 + 2 × 2 rappresenta alcuni modi in cui un numero dispari (2n + 1) possa essere rappresentato come p + 2q.
Secondo MathWorld, la congettura è stata verificata per ogni valore dispari positivo minore di 109.